# Холодов, Иван Сидорович
Иван Сидорович Холодов (1912 — 9 февраля 1945) — командир отделения 574-го стрелкового полка 121-й стрелковой дивизии 60-й армии Центрального фронта, сержант. Герой Советского Союза.

## Биография
Родился в 1912 году в селе Успенка (ныне — Курчатовского района Курской области) в крестьянской семье. Образование неполное среднее. Работал в колхозе.
В Красной Армии с 1941 года. На фронте в Великую Отечественную войну с 1941 года.
Командир отделения 574-го стрелкового полка сержант Иван Холодов в бою 8 сентября 1943 года у села Смелое Роменского района Сумской области Украины уничтожил дзот противника и подавил две пулемётные точки.
В конце сентября 1943 года с вверенным ему отделением сержант Холодов И. С. первым в роте преодолел реку Днепр в районе села Глебовка Вышгородского района Киевской области Украины.
В боях на плацдарме бесстрашный командир отделения спас жизнь командиру роты.
Указом Президиума Верховного Совета СССР от 17 октября 1943 года за образцовое выполнение боевых заданий командования на фронте борьбы с немецко-вражеским захватчиками и проявленные при этом мужество и героизм сержанту Холодову Ивану Сидоровичу присвоено звание Героя Советского Союза с вручением ордена Ленина и медали «Золотая Звезда».
Ровно за три месяца до Дня Победы над Германией, 9 февраля 1945 года, в одном из боёв за освобождение Польши И. С. Холодов погиб. Похоронен в польском городе Бяла.
Награждён орденом Ленина, медалью.